# Dario Barbosa
Dario Barbosa (n. 21 iulie 1882, Porto Alegre, Rio Grande do Sul, Brazilia – d. 25 septembrie 1965, Porto Alegre, Rio Grande do Sul, Brazilia) a fost un trăgător de tir ce a reprezentat Brazilia, medaliat olimpic. A participat la o ediție a Jocurilor Olimpice (1920) în care a câștigat o medalie de bronz.

## Participări
Lista de mai jos prezintă principalele competiții la care a participat Dario Barbosa de-a lungul carierei.
- shooting at the 1920 Summer Olympics – men's 50 metre team free pistol[*]